# Pristimantis crepitaculus
Pristimantis crepitaculus — вид жаб родини Strabomantidae. Описаний у 2022 році.

## Назва
Видовий епітет crepitaculus — латинізований прикметник, що стосується сигнальної структури виду, який називається брязкальце(crepitaculum).

## Поширення
Вид поширений у Французькій Гвіані та у штаті Амапа на півночі Бразилії.